# ويليام شيبرد ألين
ويليام شيبرد ألين (بالإنجليزية: William Shepherd Allen)‏ هو فلاح وسياسي بريطاني ونيوزلندي (وحمل سابقاً جنسية المملكة المتحدة لبريطانيا العظمى وأيرلندا)، ولد في 22 يونيو 1831 في مانشستر في المملكة المتحدة، وتوفي في 15 يناير 1915 في المملكة المتحدة. حزبياً، نشط في الحزب الليبرالي.

## مناصب
- في الانتخابات العامة في المملكة المتحدة 1865 [الإنجليزية]‏، انتخب عضو برلمان المملكة المتحدة الـ19 عن دائرة Newcastle-under-Lyme ‏ (11 يوليو 1865 – 11 نوفمبر 1868).
- في الانتخابات العامة في المملكة المتحدة 1868 [الإنجليزية]‏، انتخب عضو برلمان المملكة المتحدة الـ20 عن دائرة Newcastle-under-Lyme ‏ (17 نوفمبر 1868 – 26 يناير 1874).
- في الانتخابات العمومية البريطانية 1874 [الإنجليزية]‏، انتخب عضو برلمان المملكة المتحدة الـ21 عن دائرة Newcastle-under-Lyme ‏ (31 يناير 1874 – 24 مارس 1880).
- في الانتخابات العمومية البريطانية 1880 [الإنجليزية]‏، انتخب عضو برلمان المملكة المتحدة الـ22 عن دائرة Newcastle-under-Lyme ‏ (31 مارس 1880 – 18 نوفمبر 1885).
- في الانتخابات العمومية البريطانية 1885 [الإنجليزية]‏، انتخب عضو برلمان المملكة المتحدة الـ23 عن دائرة نيوكاسل أندر لايم (24 نوفمبر 1885 – 26 يونيو 1886).
- انتخب عضو مجلس النواب النيوزيلندي.